# Creus de terme d'Arbeca
Les creus de terme d'Arbeca són un conjunt de creus de terme, la major part d'elles desaparegudes, del municipi d'Arbeca (Garrigues).
Resten en peu:
- Creu de Sant Roc, situada dalt de tot del camí homònim i al començament del camí vell de la Floresta.
- Creu de la Font del Metro, inicialment situada sobre aquesta desapareguda font, després traslladada a la plaça del Toll i, quan aquesta es va remodelar, es col·locà darrere del campanar, on resten el peu i el fust ja que la creu de pedra es va trencar. El capitell de la creu original es troba al presbiteri de l'Altar Major de l'església parroquial, Sant Jaume d'Arbeca.
- Creu de terme als afores de la Floresta, al límit de terme amb aquesta vila.

Han desaparegut: la creu dels Corrals o de la bassa Bovera, la creu del Pubill Pau, la del Portal de St. Joan, la del Camí de Lleida, la creu Grossa de la carretera de Vilanova, la creueta de la carretera de Vilanova, la de les Borgetes, la del Colomer i finalment la creu del Sabaté.